# Buronzo
Buronzo es una localidad y comune italiana de la provincia de Vercelli, región de Piamonte, con 950 habitantes.

## Evolución demográfica
| Gráfica de evolución demográfica de Buronzo entre 1861 y 2001 |
|                                                               |
| Fuente ISTAT - elaboración gráfica de Wikipedia               |